# Моржик крикливий
Моржик крикливий (Synthliboramphus hypoleucus) — вид морських птахів родини алькових (Alcidae).

## Поширення
Птах поширений на сході Тихого океану біля узбережжя Каліфорнійського півострова (Мексика). Гніздиться на трьох островах з групи Сан-Беніто, на острові Гвадалупе та двох сусідніх скелях. Поза сезоном розмноження птахи трапляються локально у відкритому морі на північ до півдня штату Каліфорнія.

## Опис
Невеликий птах, завдовжки 24 см, вагою до 170 г. Верхня частина тіла чорна, нижня біла. Голова маленька. Дзьоб тонкий та гострий.

## Спосіб життя
У негніздовий період живе у відкритому морі. Живиться дрібною рибою, крилем та зоопланктоном. Гніздиться в невеликих щілинах, печерах та під густими кущами невеликими колоніями. У кладці два яйця. Інкубація триває близько місяця. Через два дні після вилуплення пташенята залишають гніздо і під заклики батьків вирушають до моря.